# Zgornja Kungota
Zgornja Kungota je naselje u slovenskoj Općini Kungoti. Zgornja Kungota se nalazi u pokrajini Štajerskoj i statističkoj regiji Podravskoj. 

## Stanovništvo
Prema popisu stanovništva iz 2002. godine naselje je imalo 1.594 stanovnika.